# Alexis Arapoff
Alexis Paul Arapoff (en ruso : Алексей Павлович Арапов), nacido el  6 de diciembre de 1904 en San Petersburgo (Rusia) y muerto  el  de 25 de septembre de 1948 en Gardner en Massachusetts, fue un pintor ruso. Habiendo vivido mucho tiempo en Francia, formó parte de la Escuela de París. Al casarse con una  estadounidense, se instaló en Boston en 1930.

## Datos biográficos
Nació en el seno de una familia noble; su padre Pavel Arapoff (1878-1918), fue un médico militar, su madre Ekaterina (Catherine), nacida Tolstoïa, fue cirujano oftalmólogo, una de las primeras mujeres diplomadas de la universidad de Moscú. Pasó su juventud en Saratov donde sus padres vivieron. Durante los veranos pasaba las vacaciones con su abuela cerca de Kowno. Visitó Crimea y la costa del báltico. En 1913, acompañado de su madre y de su hermana, viajó por Alemania, Austria y Suiza, visitando numerosos museos que habrían de despertar en él su vocación por el arte pictórico. Durante la revolución, en 1918, para escapar a la penuria alimentaria, su familia se instaló en un asentamiento de alemanes en el río Volga, cerca de Saratov. Es allí donde Hans Van Bergler, que será más tarde profesor en la Academia de Bellas Artes de Viena,  le da sus primeras lecciones de pintura. En 1921-1922 tomó los cursos de Valentin Ioustitski en la escuela de arte de Saratov.
En 1923, se instaló en Moscú donde diseñó muebles y disfraces para el teatro de vanguardia de Nikolaï Foregger. Pintó retratos y carteles y se inició en el arte moderno francés con Nicolas Simon. Es este último que lo incita a ir a París para pintar. Entró entonces en el grupo de teatro del "Falso Espejo” de Nicolas Evreïnoff, y aprovechó una gira en Varsovia, en 1925, para abandonar la URSS y dirigirse a París.
En la París se encontró con otros artistas rusos como Michel Larionov, Nathalie Gontcharoff, Ilia Zdanevich, Jean Pougny y André Lanskoy, los poetas Valentin Parnakh, y Boris Poplavski.  Expuso en el Salón de otoño en 1926, después en el Salón de los independientes en 1928 y en el de las Tullerías en 1929 y 1930. Participó en exposiciones colectivas de artistas rusos en París organizadas por la galería M. Henry en 1927, la galería de Quatre Chemins en 1928, la galería V. Girchman en mayo de 1929 , la galería Zborowski en 1929, la galería Zak en 1930, la galería La Época en 1931. En 1927 la galería M. Henry le dedicó una exposición personal.  Después expuso en la galería Percier, en 1928 y en la galería Charles-Auguste Girard en 1930.
Conoció entonces a una dama estadounidense, Catherine Green, hija de Richard Thomas Green, que era estudiante en la Sorbona. Se casaron en París en 1929 y partieron hacia Boston, Estados Unidos, en 1930.
Arapoff pinta entonces numerosos temas religiosos. Estudió  la aplicación de las técnicas medievales de los pintores de iconos ortodoxos. Logra entonces reunir el arte antiguo del icono y los elementos del arte moderno de la época. Adquirió la ciudadanía estadounidense en 1937. Falleció en 1948 en el hospital de Gardner en Massachusetts, después de un  accidente de automóvil en Ashburnham, cerca de Boston.

## Exposiciones
- Arapoff ha expuesto en París en el Salón de otoño en 1926, el Salón de los independientes y el  salón de los Tullerias en 1928.
- En  Estados Unidos, en 1935, a la galería "Grace Horne Gallery" de Boston y en 1938 al "New England Conservatory of Music" y a “The Artes Gallery” a Boston.
- Instituto de arte de Chicago
- "Arapoff" exposición retrospectiva de su obra, en el museo de  Bellas Artes de Boston. Abril 1952.[11]
- Alexis Paul Arapoff.  Exhibición of Religious Paintings, en la universidad Fordham a Nueva York, 1967.[12]
- Religious Works of Alexis Arapoff en la biblioteca de la universidad de Boston.